# Uwe Ernst
Pour les articles homonymes, voir Ernst.
Uwe Ernst (né en 1947 à Göppingen) est un peintre allemand.

## Biographie
Uwe Ernst étudie de 1966 à 1967 à la Freien Kunstschule e.V. Stuttgart puis de 1967 à 1974 à l'académie d'État des beaux-arts de Stuttgart (de) auprès d'Albrecht Appelhans et Rudolf Haegele.
En 1989, il s'installe à Böbingen an der Rems.

## Œuvre

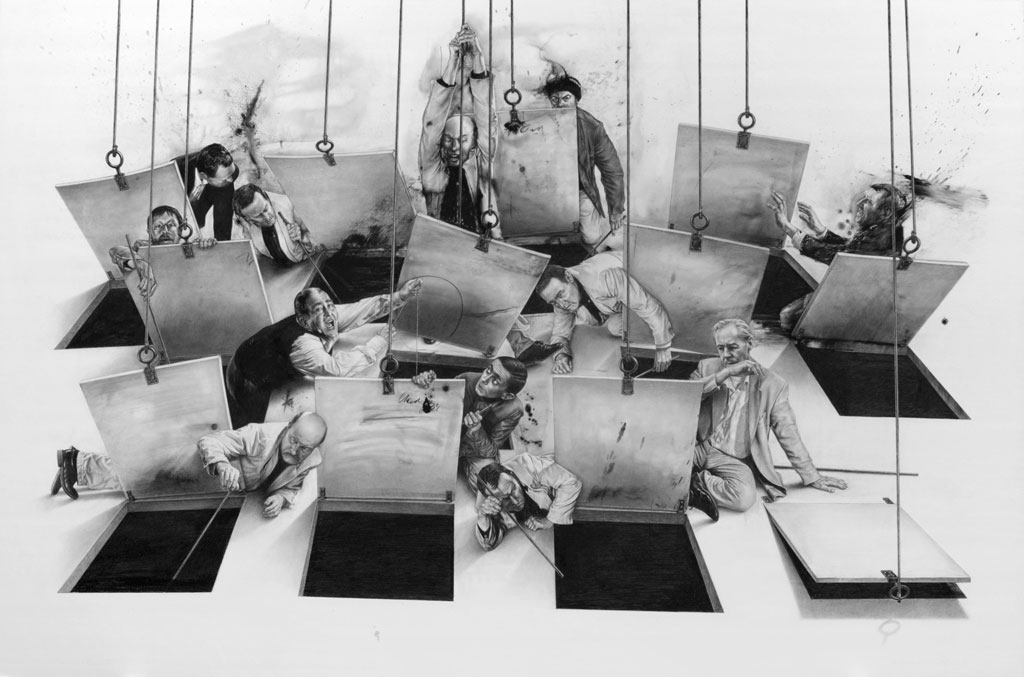
Le Repas du soir, 2002

Uwe Ernst travaille et expérimente principalement avec de la pierre noire sur papier.
Le dessin libre et la représentation réaliste sont également liés à des dessins de grande échelle. Les dessins figuratifs d'Ernst sont des observations très critiques de la vie humaine et sociale de notre temps. Les objets qui apparaissent à plusieurs reprises dans ses œuvres, comme les chapeaux, les entonnoirs, les roues, les pinces et les récipients, dialoguent avec la créature dont la mise en danger existentielle et les peurs de l'artiste s'expriment dans ses tableaux.
En 2002, un cycle est consacré à la Passion selon saint Matthieu.

## Source de la traduction
- (de) Cet article est partiellement ou en totalité issu de l’article de Wikipédia en allemand intitulé « Uwe Ernst » (voir la liste des auteurs).